# Trendextrapolation
Die Trendextrapolation ist in Statistik und insbesondere in der Wirtschaft die Extrapolation von Trends, um deren vergangenheitsbezogene Zeitreihen in die Zukunft zu projizieren.
Trends sind vergangenheitsbezogen und aus einer ex post-Analyse hervorgegangen. Zwecks Entscheidungsvorbereitung wird versucht, hieraus mit Hilfe der Trendextrapolation zukunftsgerichtete Daten durch eine ex-ante-Analyse zu gewinnen. Die Erkennung, Erklärung und Fortschreibung von Trends ist Gegenstand der Trendforschung. Bei der Trendextrapolation werden mithin statistisch identifizierte Entwicklungen der Vergangenheit über die Gegenwart hinaus in die Zukunft fortgeschrieben. Ein aus Vergangenheitsdaten erkannter Trend kann in die Zukunft fortgeschrieben werden, wenn davon auszugehen ist, dass die trendbildenden Einflussfaktoren in ihrer Art und Intensität auch in der Zukunft Bestand haben werden. Da jedoch die trendbildenden Faktoren in Zukunft abgelenkt werden können, sich abschwächen oder völlig verschwinden können, ist eine Trendextrapolation gefährlich. Deshalb besteht der Nachteil einer Trendextrapolation darin, dass man davon ausgeht, dass die bisher beobachtete Entwicklung sich in gleichem Maße fortsetzen wird. Zukünftige Ereignisse, die den Trend umkehren könnten, werden nicht berücksichtigt. Dies ist umso mehr der Fall, je kürzer der Prognosezeitraum ist.

## Inhalt
Die Trendextrapolation ist eine Zeitreihenanalyse, wobei der Trend die von Zufallsschwankungen unabhängige Grundrichtung einer Zeitreihe abbildet. Die zu extrapolierende ökonomische Größe (beispielsweise die Gesamtkosten) sind die abhängige, also zu erklärende Variable und die Zeit (z. B. zwei Jahre) die einzige unabhängige erklärende Variable. Die sich aus der Trendextrapolation ergebende zukünftige Entwicklung wird als Tendenz bezeichnet. Wird beispielsweise der sich aus der Vergangenheit ergebende Börsentrend extrapoliert, erhält man die Börsentendenz als geschätzte zukünftige Entwicklung. Die Trendextrapolation setzt voraus, dass kein Ereignis wie der „schwarze Schwan“ zu erwarten ist, das den vorangegangenen Trend bricht oder alle Erwartungsparameter sprengt.

## Arten
Die lineare Trendextrapolation versucht, aus mehreren Zeitreihen, die mehrere Jahre einer langen Frist umfassen können, eine zukünftige Trendentwicklung abzuleiten. An die Zeitreihe wird eine Gerade (daher „linear“) angelegt, die die künftige Entwicklung anzeigen soll. Die nicht-lineare Trendextrapolation geht davon aus, dass die Annahme der Linearität der Prognosevariablen nicht möglich ist. Zyklische Extrapolationen berücksichtigen Konjunkturschwankungen.
Bei der Trendextrapolation mit exponentieller Glättung werden diejenigen Einflussfaktoren einer Zeitreihe für die Trendfortschreibung stärker gewichtet, die in der jüngeren Vergangenheit trendbestimmend gewesen sind. Liegt der Zeitreihe neben dem Trend auch eine saisonale Bewegung zugrunde, kann eine Saisonbereinigung die Prognose verbessern.

## Anwendung
Zur Trendextrapolation eignen sich ökonomische Daten wie etwa Aktienindex, Aktienkurse, Börsenindex, Börsenkurse, Marktdaten, Marktpreise, Marktzinsen, Ratings oder Zinsindex. Da es sich hierbei um stochastische Trends handelt, ist eine Trendextrapolation in die Zukunft nur mit geringen Eintrittswahrscheinlichkeiten möglich. Eine Alternative zur Trendextrapolation ist im Finanzwesen die Chartanalyse. Außerhalb der Wirtschaft eignen sich insbesondere in der Meteorologie und in der Klima- bzw. Klimafolgenforschung die Wetterdaten der Vergangenheit für Wettervorhersagen oder die Prognose des Klimawandels. Beim linearen, polynomialen und exponentiellen Trendmodell kann man prinzipiell auch in die Zukunft extrapolieren. 
Die Grenzen des Wachstums ist eine Computersimulation, die 1972 von Donella und Dennis Meadows und deren Mitarbeiter am Jay Wright Forresters Institut für Systemdynamik im Rahmen einer Systemanalyse durchgeführt wurde. In diesem Projekt wurden jedoch keine trendgebunden Verfahren benutzt und nicht zeitreihen-basierte Trends fortgeschrieben, sondern vielmehr funktionale Zusammenhänge modelliert. Damit folgt der Ansatz von Meadows dem Paradigma des wissenschaftlichen Realismus und steht in Einklang mit dem Modellierungsparadigma der Naturwissenschaft. Julian L. Simon und Herman Kahn und spätere Kritiker bemängelten ein Ausblenden des technischen Fortschritts in einer reinen Trendextrapolation.